# Полігамма-функція

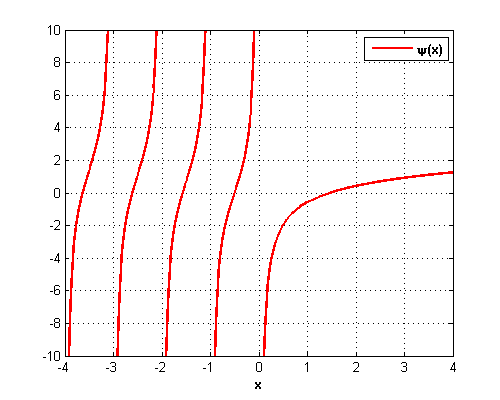
Дигамма-функція

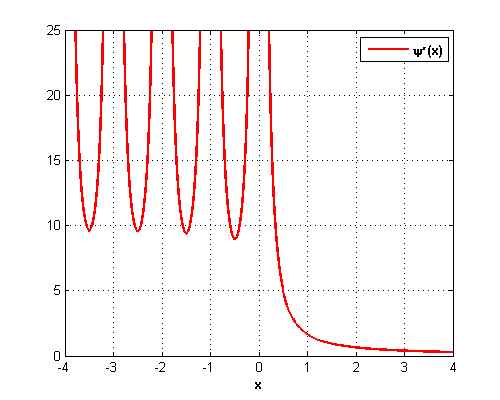
Тригамма-функція

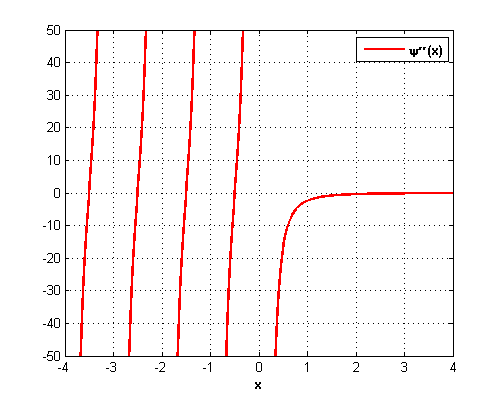
Тетрагамма-функція

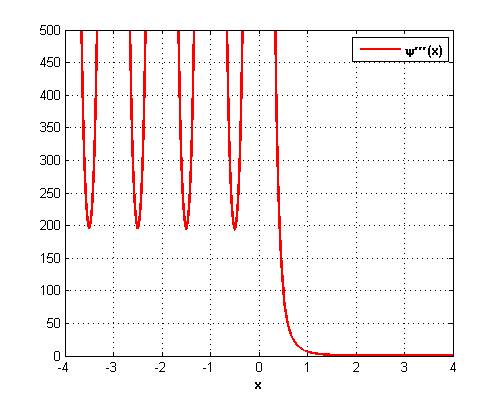
Пентагамма-функція

Поліга́мма-фу́нкція порядку m у математиці визначається як (m+1)-ша похідна натурального логарифма гамма-функції,
{\displaystyle \psi ^{(m)}(z)={\frac {{\rm {d}}^{m}}{{\rm {d}}z^{m}}}\psi (z)={\frac {{\rm {d}}^{m+1}}{{\rm {d}}z^{m+1}}}\ln \Gamma (z)\;,}
де {\displaystyle \Gamma (z)} — гамма-функція, а
{\displaystyle \psi (z)=\psi ^{(0)}(z)={\frac {\Gamma '(z)}{\Gamma (z)}}}
— дигамма-функція, яку також можна визначити через суму такого ряду:
{\displaystyle \psi (z)=\psi ^{(0)}(z)=-\gamma +\sum \limits _{k=0}^{\infty }\left({\frac {1}{k+1}}-{\frac {1}{k+z}}\right)\;,}
де {\displaystyle {\textstyle {\gamma }}} — стала Ейлера — Маскероні. Це подання справедливе для будь-якого комплексного {\displaystyle z\neq 0,\;-1,\;-2,\;-3,\ldots } (у зазначених точках функція {\displaystyle {\textstyle {\psi (z)}}} має сингулярності першого порядку).
Полігамма-функцію також можна визначити через суму ряду
{\displaystyle \psi ^{(m)}(z)=(-1)^{m+1}\;m!\;\sum \limits _{k=0}^{\infty }\displaystyle {\frac {1}{(z+k)^{m+1}}}\;,\qquad m>0\;,}
який виходить із подання для дигамма-функції диференціюванням за z. Це подання також справедливе для будь-якого комплексного {\displaystyle z\neq 0,\;-1,\;-2,\;-3,\ldots } (у зазначених точках функція {\displaystyle {\textstyle {\psi ^{(m)}(z)}}} має сингулярності порядку (m+1)). Його можна записати через дзета-функцію Гурвіца,
{\displaystyle \psi ^{(m)}(z)=(-1)^{m+1}\;m!\;\zeta (m+1,z)\;.}
У цьому сенсі дзета-функцію Гурвіца можна використати для узагальнення полігамма-функції на випадок довільного (нецілого) порядку m.
Зазначимо, що в літературі {\displaystyle {\textstyle {\psi ^{(m)}(z)}}} іноді позначають як {\displaystyle {\textstyle {\psi _{m}(z)}}} або явно вказують штрихи для похідних за z. Функцію {\displaystyle {\textstyle {\psi '(z)=\psi ^{(1)}(z)}}} називають тригамма-функцією, {\displaystyle {\textstyle {\psi ''(z)=\psi ^{(2)}(z)}}} — тетрагамма-функцією, {\displaystyle {\textstyle {\psi '''(z)=\psi ^{(3)}(z)}}} — пентагамма-функцією, {\displaystyle {\textstyle {\psi ''''(z)=\psi ^{(4)}(z)}}} — гексагамма-функцією, і т. д.

## Інтегральне подання
Полігамма-функцію можна подати як
{\displaystyle \psi ^{(m)}(z)=(-1)^{m+1}\int _{0}^{\infty }{\frac {t^{m}e^{-zt}}{1-e^{-t}}}{\rm {d}}t}
Це подання справедливе для Re z >0 і m > 0. При m=0 (для дигамма-функції) інтегральне подання можна записати у вигляді
{\displaystyle \psi (z)=\psi ^{(0)}(z)=-\gamma +\int _{0}^{\infty }{\frac {e^{-t}-e^{-zt}}{1-e^{-t}}}{\rm {d}}t=-\gamma +\int _{0}^{1}{\frac {1-t^{z-1}}{1-t}}{\rm {d}}t\;,}
де {\displaystyle {\textstyle {\gamma }}} — стала Ейлера — Маскероні.

## Асимптотичні розклади
При {\displaystyle z\to \infty \;} ({\displaystyle \;|\operatorname {arg} \;{z}|<\pi }) справедливий такий розклад із використанням чисел Бернуллі:
{\displaystyle \psi ^{(m)}(z)=(-1)^{m-1}\left[{\frac {(m-1)!}{z^{m}}}+{\frac {m!}{2z^{m+1}}}+\sum _{k=1}^{\infty }{\frac {(2k+m-1)!\;B_{2k}}{(2k)!\;z^{2k+m}}}\right]}
Розклад у ряд Тейлора поблизу аргументу, рівного одиниці, має вигляд
{\displaystyle \psi ^{(m)}(z+1)=\sum _{k=0}^{\infty }(-1)^{m+k+1}(m+k)!\;\zeta (m+k+1)\;{\frac {z^{k}}{k!}}\;,}
де ζ позначає дзета-функцію Рімана. Цей ряд збігається при |z| < 1, і його можна отримати з відповідного ряду для дзета-функції Гурвіца.

## Часткові значення
Значення полігамма-функції при цілих і напівцілих значеннях аргументу виражаються через дзета-функцію Рімана,
{\displaystyle \psi ^{(m)}(1)=(-1)^{m+1}m!\;\zeta (m+1)\;,\qquad m>0}
{\displaystyle \psi ^{(m)}({\tfrac {1}{2}})=(-1)^{m+1}m!\;(2^{m+1}-1)\;\zeta (m+1)\;,\qquad m>0\;,}
а для дигамма-функції (при m=0) —
{\displaystyle \psi (1)=\psi ^{(0)}(1)=-\gamma \;,}
{\displaystyle \psi ({\tfrac {1}{2}})=\psi ^{(0)}({\tfrac {1}{2}})=-\gamma -2\ln {2}\;,}
де {\displaystyle {\textstyle {\gamma }}} — стала Ейлера — Маскероні.
Щоб отримати значення полігамма-функції за інших цілих (додатних) і напівцілих значень аргументу, можна використати рекурентне співвідношення, наведене нижче.

## Інші формули
Полігамма-функція задовольняє рекурентне співвідношення
{\displaystyle \psi ^{(m)}(z+1)=\psi ^{(m)}(z)+{\frac {(-1)^{m}\;m!}{z^{m+1}}}\;,}
а також формулу доповнення
{\displaystyle \psi ^{(m)}(1-z)+(-1)^{m+1}\;\psi ^{(m)}(z)=(-1)^{m}\pi {\frac {{\rm {d}}^{m}}{{\rm {d}}z^{m}}}\cot(\pi z)\;.}
Для полігамма-функції кратного аргументу існує така властивість:
{\displaystyle \psi ^{(m)}(kz)={\frac {1}{k^{m+1}}}\sum _{n=0}^{k-1}\psi ^{(m)}\left(z+{\frac {n}{k}}\right),\qquad m>0}
а для дигамма-функції ({\displaystyle m=0}) до правої частини треба додати {\displaystyle \ln k},
{\displaystyle \psi (kz)=\ln {k}+{\frac {1}{k}}\sum _{n=0}^{k-1}\psi \left(z+{\frac {n}{k}}\right).}